# کلبه (مجموعه تلویزیونی)
کلبه (انگلیسی: The Lodge) یک مجموعه تلویزیونی موزیکال-درام و رازآلود بریتانیایی است که در ۲۳ سپتامبر ۲۰۱۶ در کانال دیزنی در بریتانیا و در ۱۷ اکتبر ۲۰۱۶ در کانال دیزنی در آمریکا نمایش داده شد. این سریال بر اساس سریال اسرائیلی ستاره شمالی ساخته شده و سوفی سیمنت، لوک نیوتن، توماس دوروتی، بتان رایت، جیدن ریوری، جید آلین، جاشوا سینکلر-ایوانز و میا جنکینز در آن بازی می‌کنند.

## بازیگران و شخصیت‌ها

### بازیگران اصلی
- سوفی سیمنت در نقش اسکای هارت، دختری که به ستاره شمالی نقل‌مکان می‌کند.
- لوک نیوتن در نقش بن ایوانز، یک تعمیرکار در ستاره شمالی که از فضای باز لذت می‌برد.
- توماس دوروتی در نقش شان متیوز، کارگری در ستاره شمالی که از دوچرخه‌سواری در کوهستان لذت می‌برد.
- بتان رایت در نقش دنیل کلارک، دشمن اسکای، دوست‌دختر سابق شان و دوست‌دختر بن.
- جیدن ریوری در نقش نوح پاتس، یک کارگر در ستاره شمالی که یک دی‌جی است.
- جید آلین در نقش کیلی مارکسون، یک کارگر در ستاره شمالی که قصد دارد خواننده شود.
- جاشوا سینکلر-ایوانز در نقش جاش، دوست اسکای از شهر که او برای مشاوره با او تماس می‌گیرد.
- میا جنکینز در نقش الکس، پسرعموی اسکای هارت که در ستاره شمالی شغلی پیدا می‌کند. (فصل ۲)

### بازیگران تکراری
- مارکوس گاروی در نقش اد هارت، پدر اسکای.
- جان هاپکینز در نقش ساموئل «اس‌جی» جیمز، عموی کایل و آرون.
- جفری مک گیورن در نقش پاتریک هارت، پدربزرگ اسکای و مالک اصلی ستاره شمالی.
- دن ریچاردسون در نقش گیل متیوز، پدر شان.
- الی تیلور در نقش کریستینا، کارگردان سریال واقعیت زندگی شگفت‌انگیز من.
- لیلا رواس در نقش اولیویا کلارک، مادر دنیل.
- دومینیک هریسون در نقش اوز، خواننده‌ای که علاقه موقتی به کیلی دارد.
- تام هادسون در نقش کایل، برادرزادهٔ اس‌جی.
- مارتین آنزور در نقش هارون، برادرزادهٔ اس‌جی.
- سارا نائوتا در نقش لوری، دختری که برای کریستینا کار می‌کرد. نائوتا در دوبله هلندی سریال نیز صداپیشگی شخصیت خود را بر عهده دارد.
- کلارا روگارد در نقش آنا، دوست‌دختر سابق بن از نروژ که با دنیل دوست می‌شود. روگارد صداپیشگی شخصیت خود را در دوبله دانمارکی سریال نیز بر عهده دارد.
- کامرون کینگ در نقش اتان ایوانز، برادر کوچکتر بن که از صخره‌نوردی لذت می‌برد.
- اما کمپبل جونز در نقش الا متیوز، مادر شان.
- لینا لاریسا استرال در نقش فرانکی، دانشجوی کالج موسیقی کیلی.
- کیمبرلی ولش در نقش ربکا، تهیه‌کننده موسیقی که فرانکی را تشویق می‌کند آهنگ کیلی را بدزدد.
- داو کامرون در نقش جس، دوست شان که از دوچرخه‌سواری رقابتی لذت می‌برد.

## قسمت‌ها
| فصل‌ها | قسمت‌ها | قسمت‌ها | تاریخ اصلی روی آنتن رفتن | تاریخ اصلی روی آنتن رفتن |
| فصل‌ها | قسمت‌ها | قسمت‌ها | اولین بار                | آخرین بار                |
| ----- | ------ | ------ | ------------------------ | ------------------------ |
| ۱     | ۱۰     | ۱۰     | ۱۷ اکتبر ۲۰۱۶            | ۲۵ نوامبر ۲۰۱۶           |
| ۲     | ۱۵     | ۱۵     | ۹ ژوئن ۲۰۱۷              | ۳ نوامبر ۲۰۱۷            |